# Ardea (gemeente)
Ardea is een gemeente in de Italiaanse provincie Rome (regio Latium) en telt 33.195 inwoners (31-12-2004). De oppervlakte bedraagt 50,9 km², de bevolkingsdichtheid is 518 inwoners per km².
De volgende frazioni maken deel uit van de gemeente: Banditella, Campo di Carne, Castagnetta, Nuova Florida, Tor San Lorenzo, Tor San Lorenzo Lido.

## Impressie van Ardea

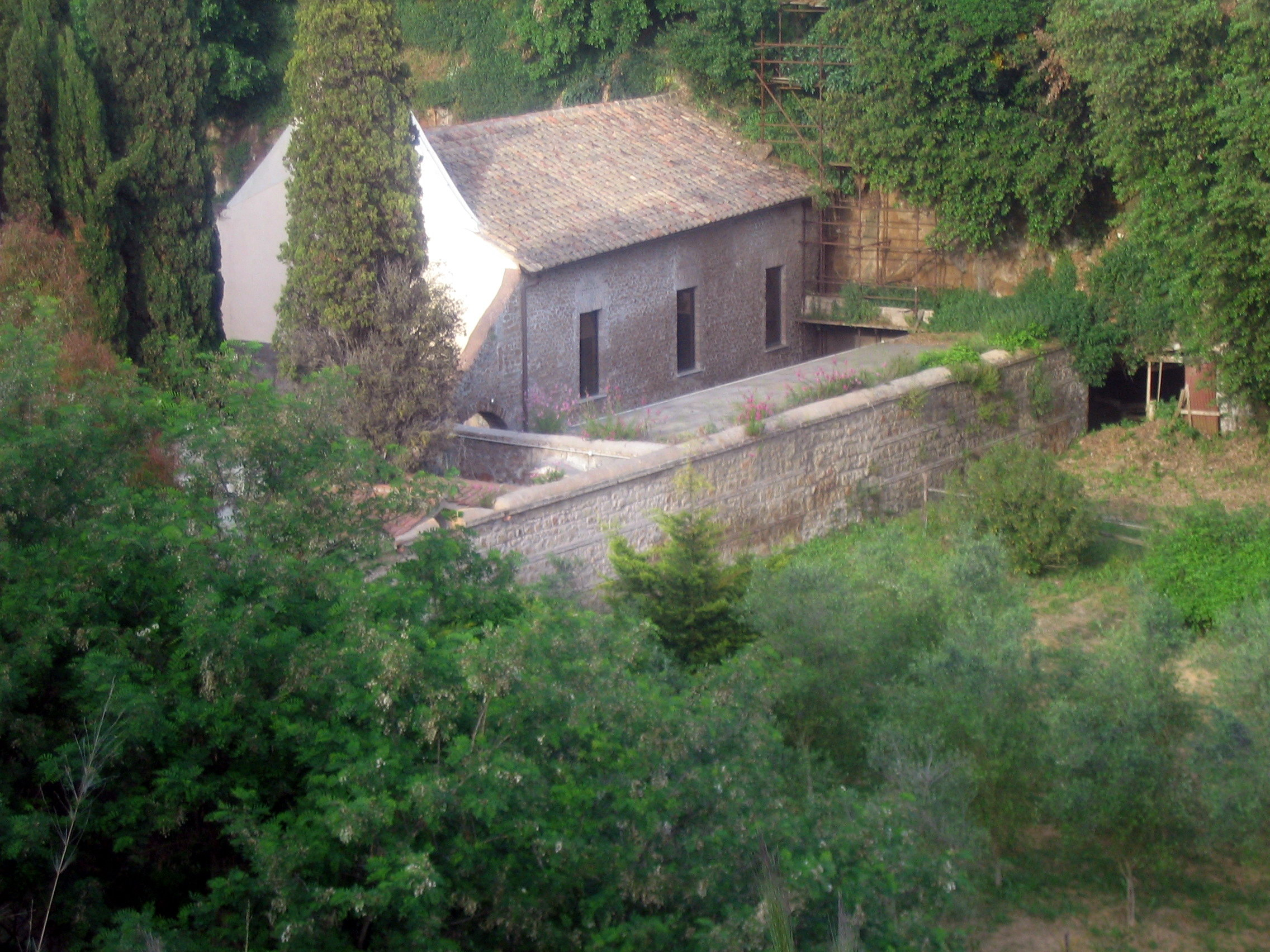
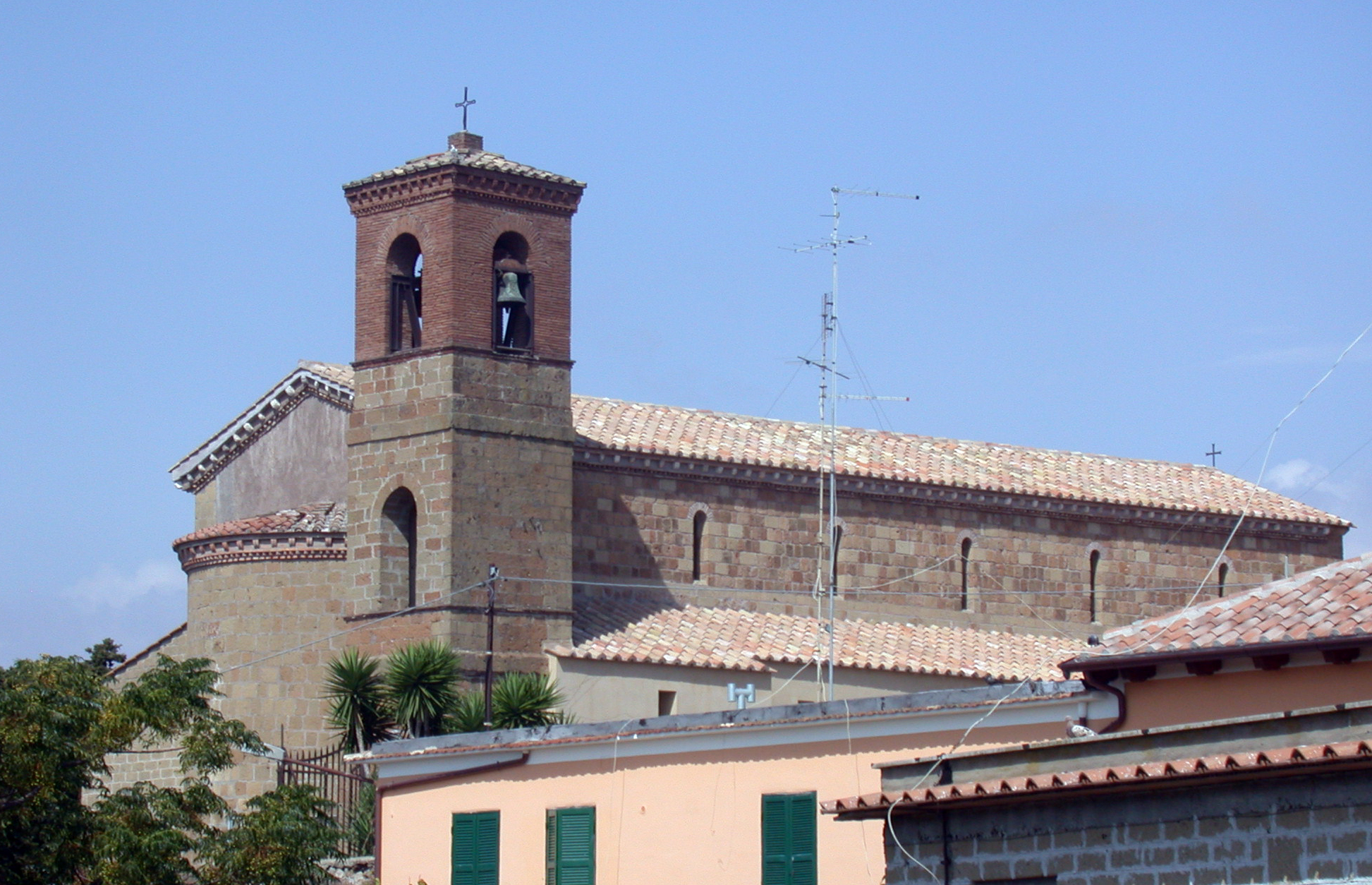
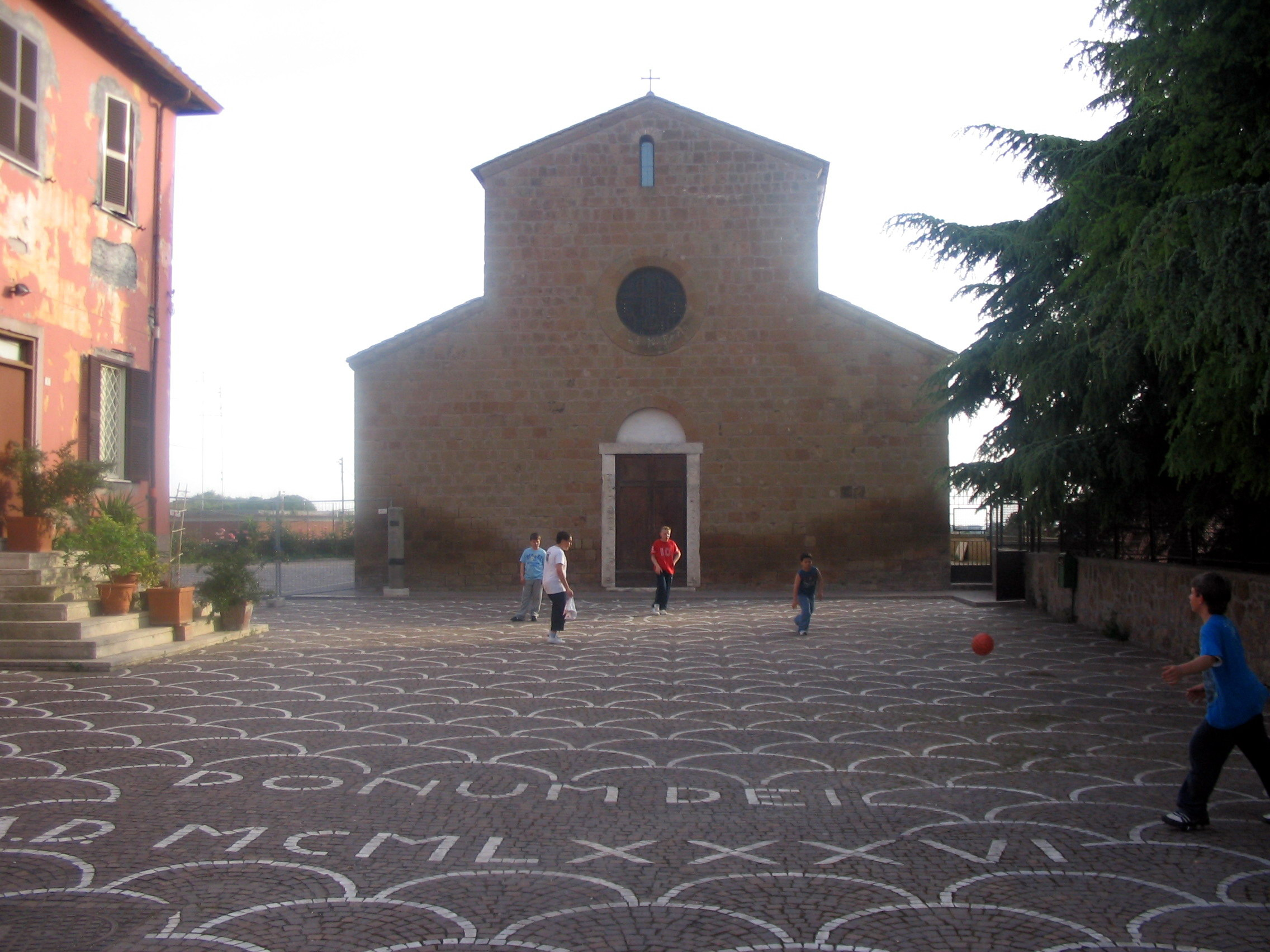
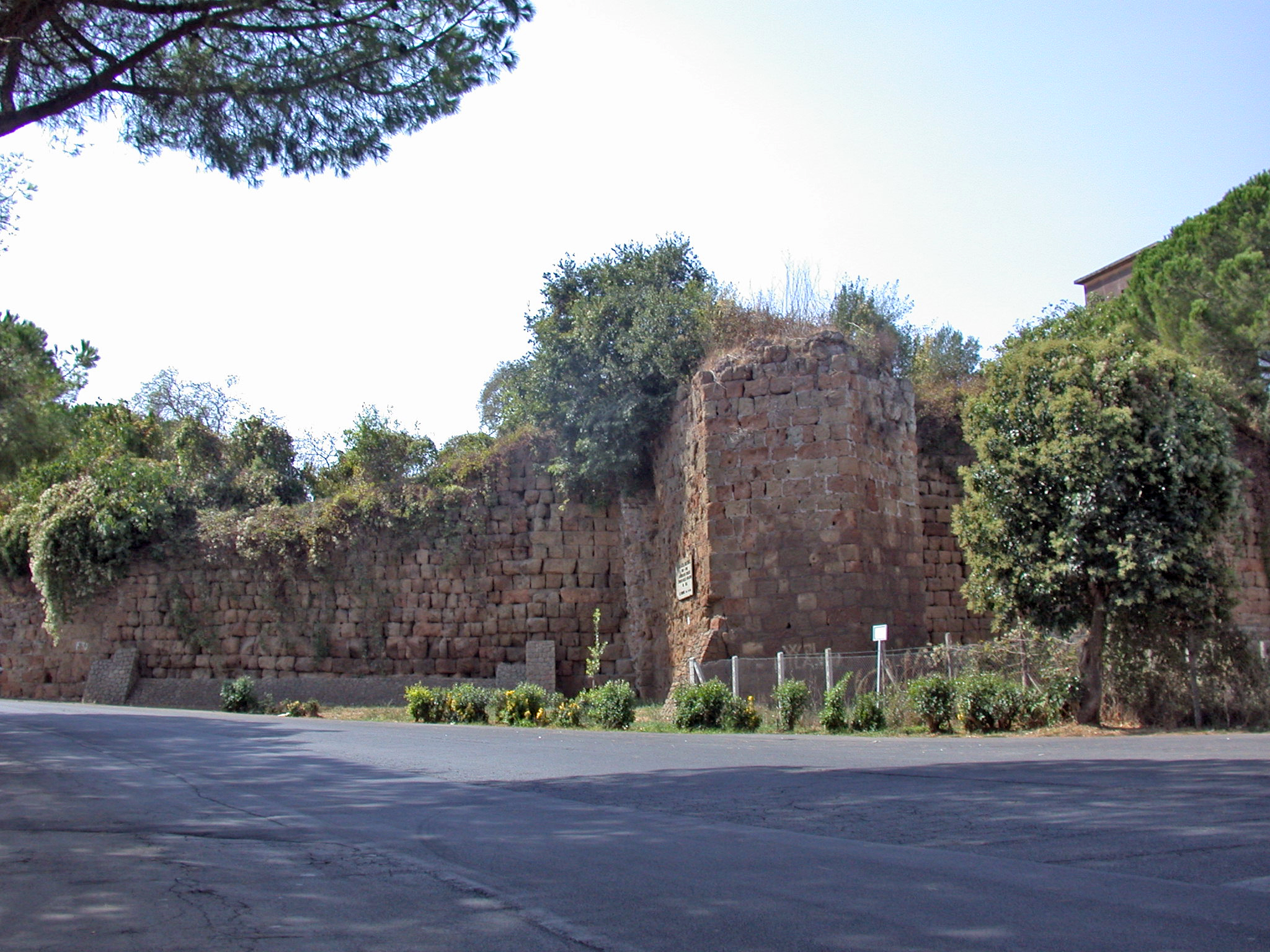
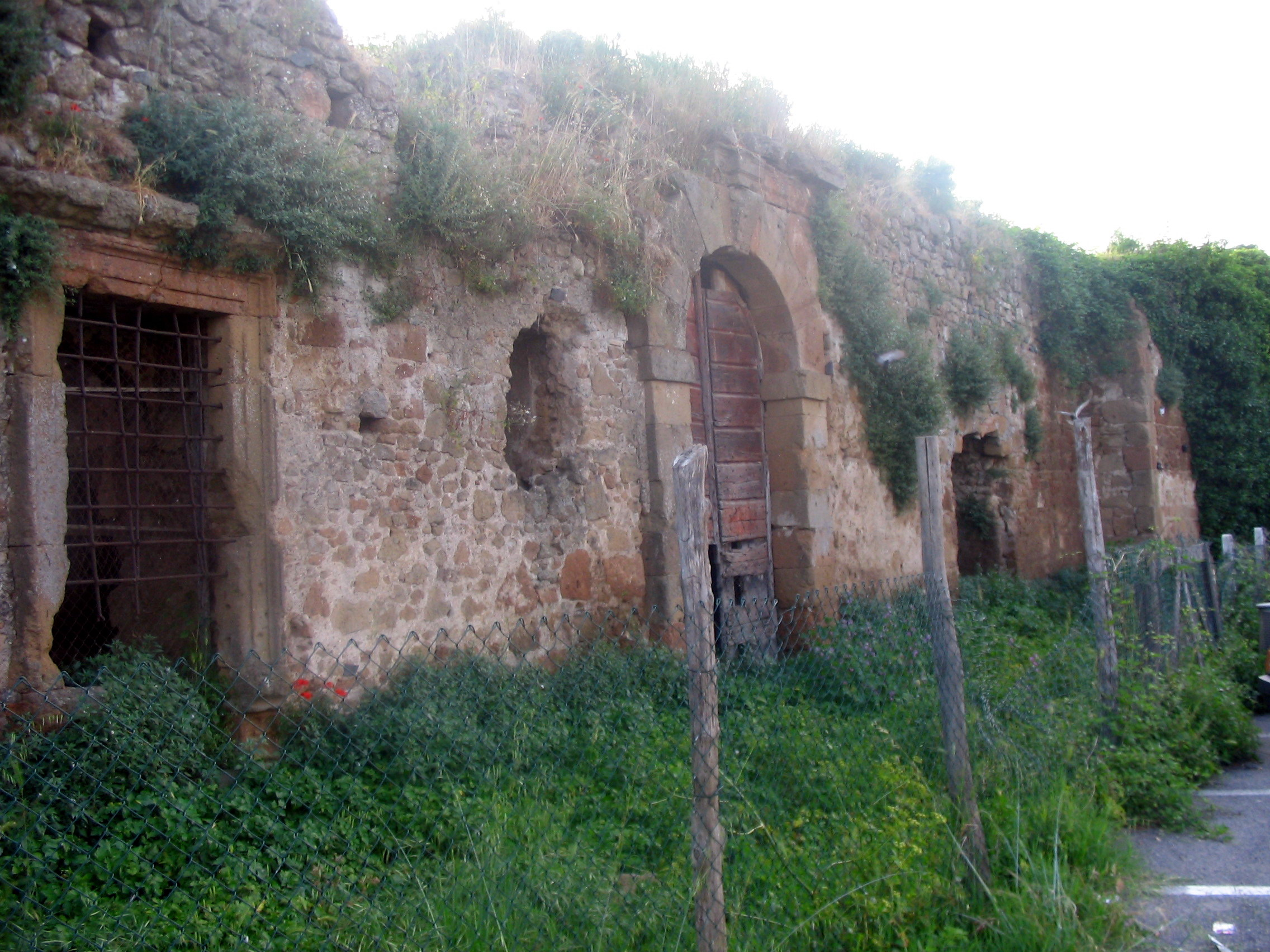
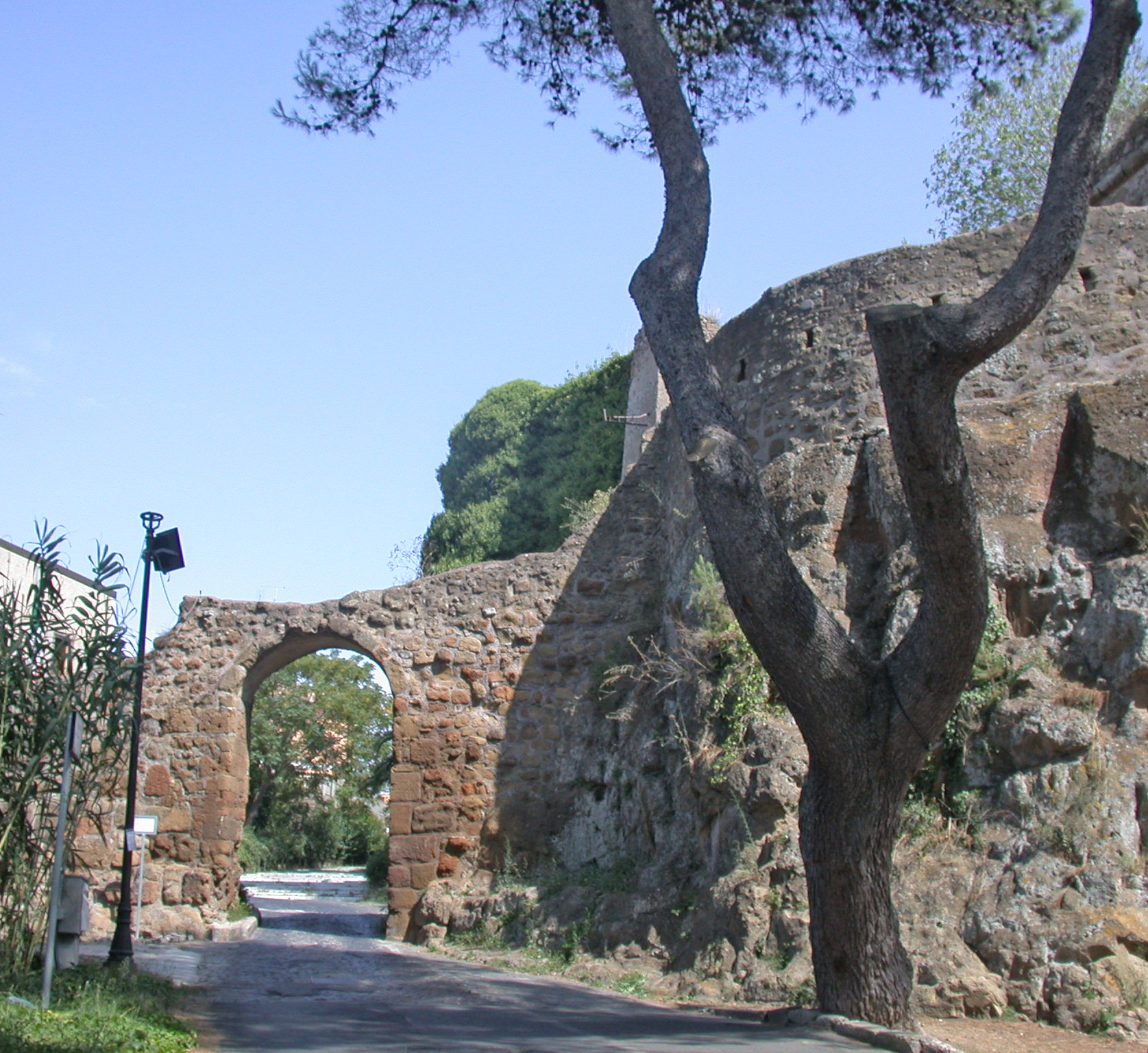

## Demografie
Ardea telt ongeveer 13831 huishoudens. Het aantal inwoners steeg in de periode 1991-2001 met 58,5% volgens cijfers uit de tienjaarlijkse volkstellingen van ISTAT.
| Jaar | Inwoneraantal |
| ---- | ------------- |
| 1991 | 16.854        |
| 2001 | 26.711        |

## Geografie
De gemeente ligt op ongeveer 37 m boven zeeniveau.
Ardea grenst aan de volgende gemeenten: Albano Laziale, Anzio, Aprilia (LT), Ariccia, Pomezia, Rome.

## Geboren
- Paus Leo V (?-904)